# Rainer Zimmermann
Rainer Zimmermann, nemški rokometaš, * 2. maj 1942, Glogau, † 25. oktober 2022.
Leta 1972 je na poletnih olimpijskih igrah v Münchnu v sestavi vzhodnonemške rokometne reprezentance osvojil četrto mesto.